# Ängelholm
För andra betydelser, se Ängelholm (olika betydelser).
Ängelholm är en tätort och centralort i Ängelholms kommun i Skåne län, med 28 232 invånare (31 december 2018). Genom tätorten slingrar sig Rönne å som mynnar ut i Skälderviken.
Ängelholm är känt för sina lergökar.

## Ortnamnet
Trots keruben i vapnet är det klart att namnet, som finns upptecknat i formen Engelholm år 1516, inte har något med änglar att göra, inte heller med engelsmän, som ibland har hävdats. I stället kan det vara ett gammalt ord ængil med betydelsen "krökning" eller förträngning (jämför tyskans eng = "trång" och engelskans angle = "vinkel") syftande på en krök av Rönne å. Det kan också vara ett uppkallelsenamn[källa behövs] – på södra Själland finns en herrgård med samma namn. Stavningen Engelholm levde kvar fram till den allmänna stavningsreformen i början av 1900-talet. 1912 beslutade stadsfullmäktige att acceptera nystavningen med Ä.

## Historia

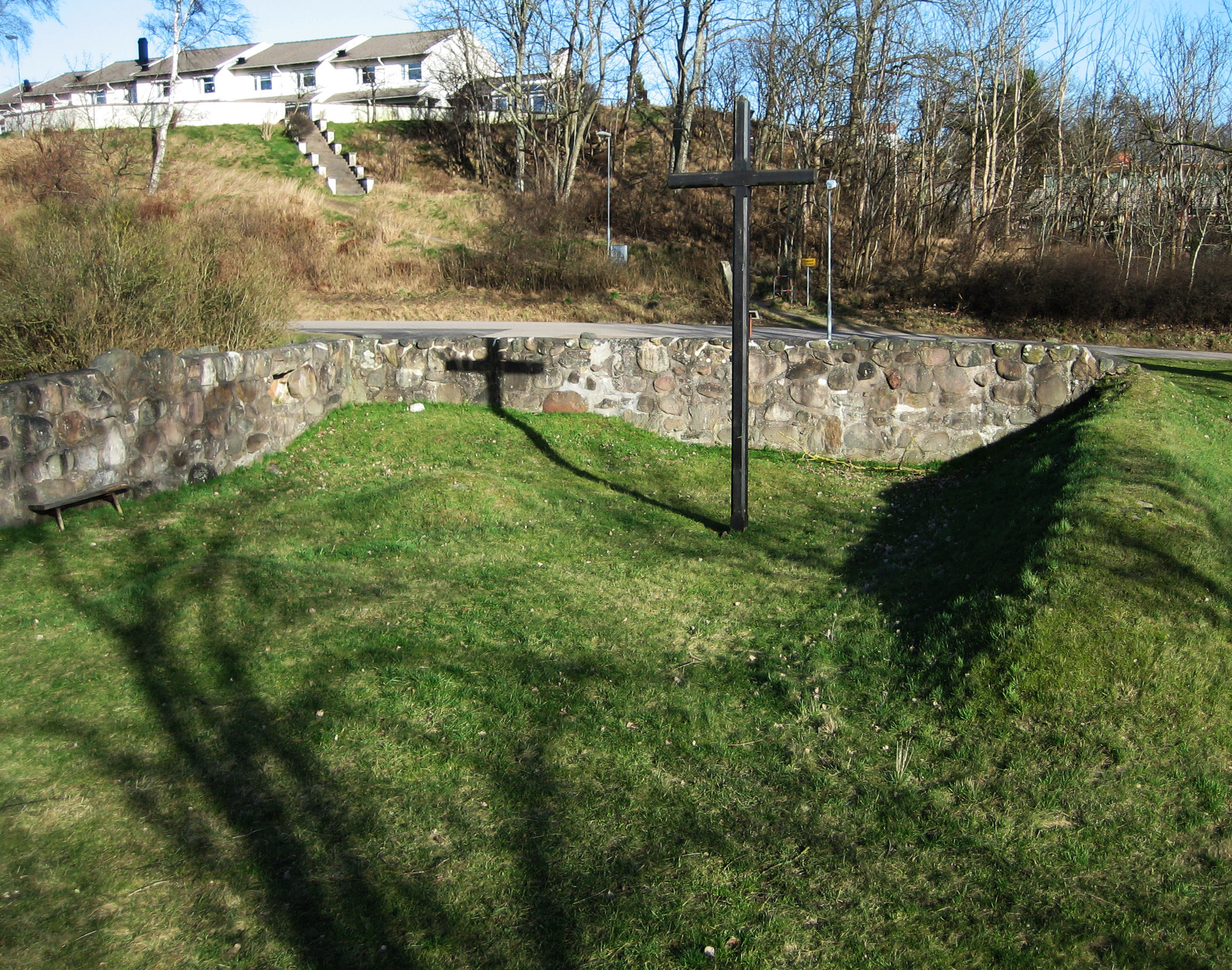
Kyrkoruinen i Luntertun - medeltidsstaden som föregick Ängelholm.

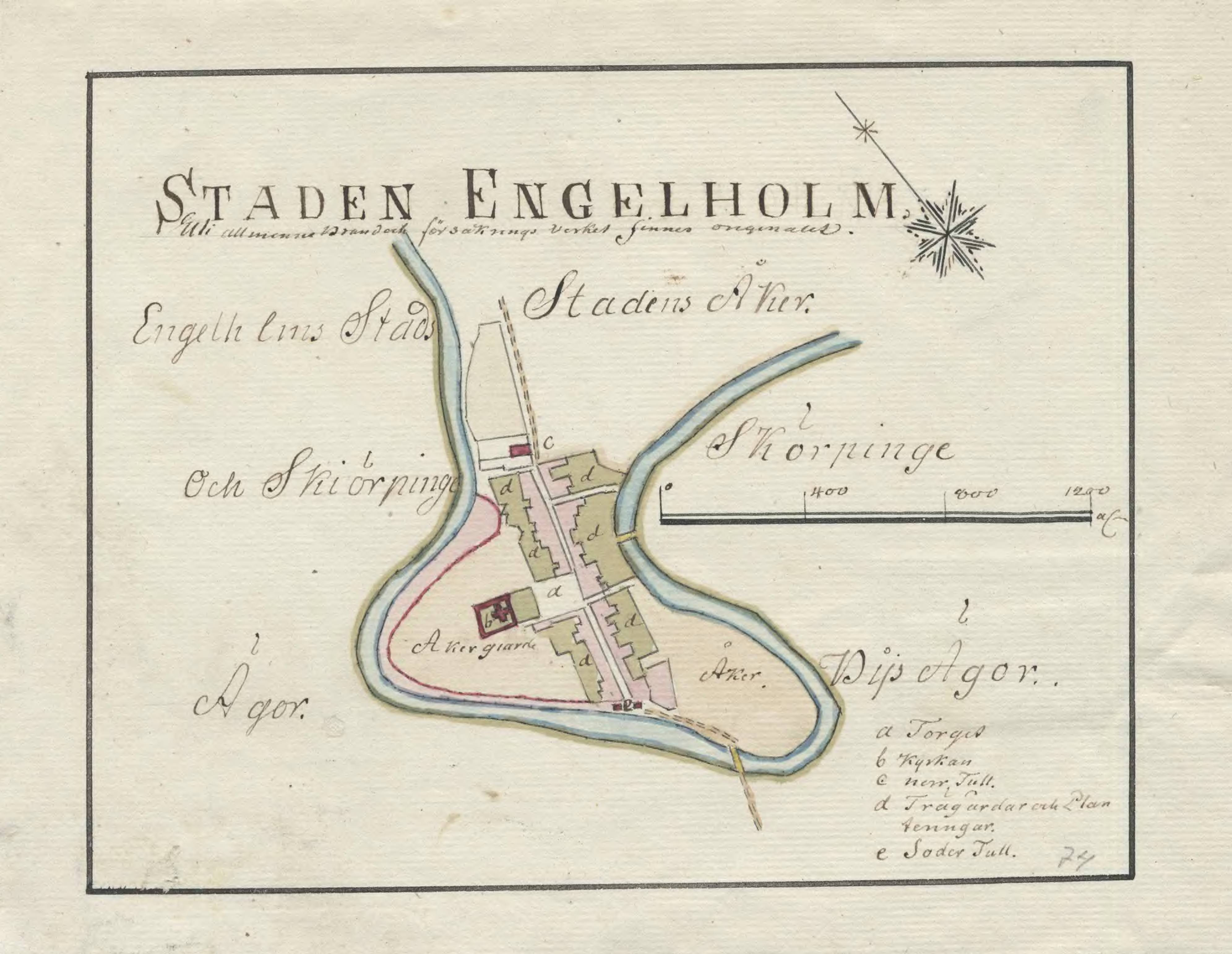
1700-tals karta över Ängelholm

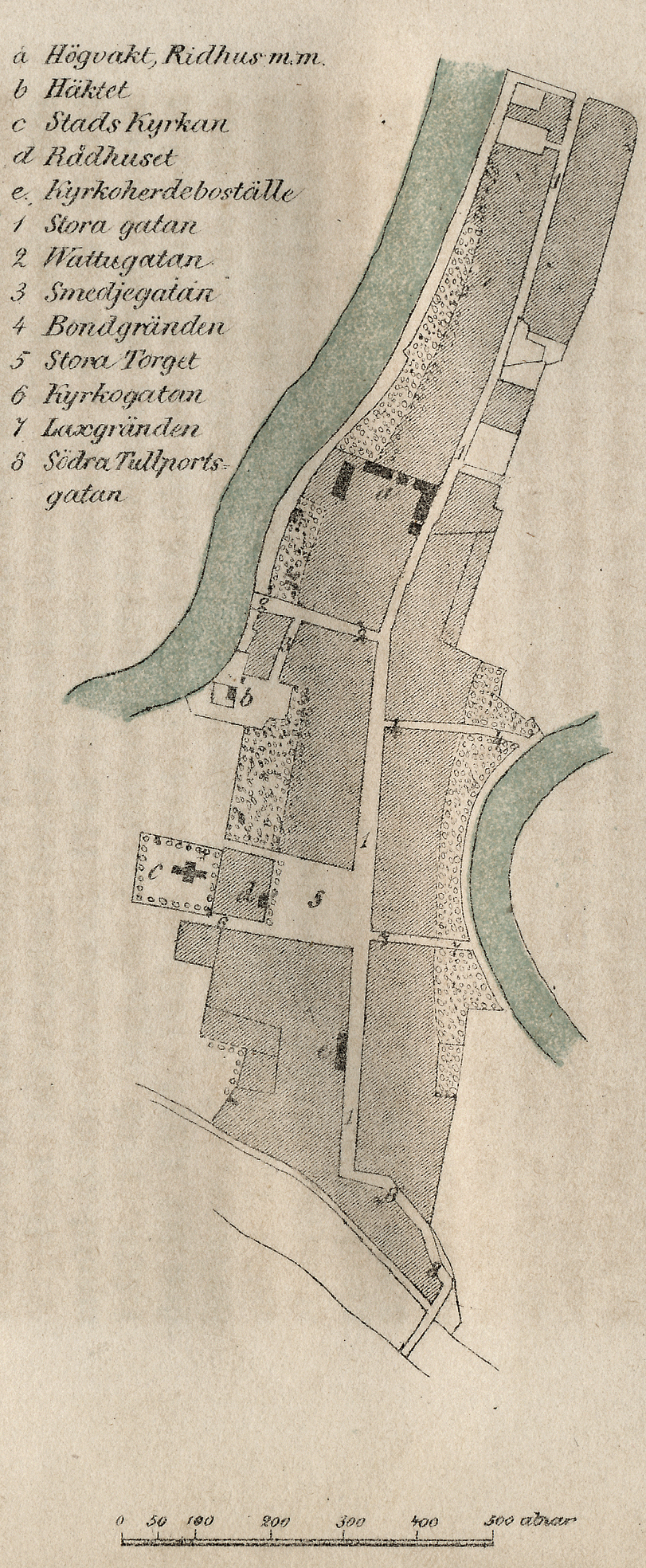
Ängelholm på 1850-talet.

Den 16 oktober 1516 (för diskussion om datum se Karl Enghoffs argumentering i "Ängelholm 1516-1916", s. 5-8) utfärdade den danske kungen Kristian II stadsprivilegier för den nya staden Engelholm. Invånarna i Luntertun ålades att flytta till den nya staden inom åslingan. Vid samma tid som Luntertun nedlades har också Båstad upphört att vara stad. Anläggandet av Ängelholm kan således eventuellt ses som ett försök av Kristian II att skapa ett starkt handelscentrum för Bjärehalvön.
Ängelholmsborna fortsatte att ha det forna området vid Luntertun som sin hamnplats. 1530 bestämde Fredrik I att: ”Engelsholms Borgare skulle i 3 Aar fra Datum være fri for Sise (tull) af al fremmed Drik, som fortappes i deres By, paa det at de skulle rense og forbedre den Havn og Indsejling, som er for deres By.”
1532 gav kungen en order om att varje bonde i hela Bjäre härad skulle ”agge huer ett less ællepelle, vij alne lange, till Engelholm att forbædre dybett mett.” Varje kronans bonde skulle alltså köra ett lass träbjälkar på mellan fyra och fem meters längd till att ”förbättra djupet”. Den enorma mängden timmer visar på en stor timmerkonstruktion.
Att skeppen ankrade en bit från staden framgår i kungligt brev 1542: ”Engelholm Borgare fik Brev ad gratiam at maatte indhegne med Gjærde den Plads der for Byen, som de kunne sætte et Hus og Bol paa at have en Karl boende i til at tage vare paa deres Skibe.” En annan uppgift från samma år preciseras området till ”then plats, som Lwntertwn poo stoed”.
Ängelholm räknade tydligen det gamla Luntertun som sin hamnplats. Frågan är dock om angöringen vid gamla Luntertun varit en hamn eller endast en lossnings- och lastningsplats. Det kan inte uteslutas att skeppen ankrat upp vid anlagda grund av sten och trä ute framför åmynningen och att varorna sedan pråmats in. Sandrevlarna måste ha varit ytterst förrädiska för sjöfarten. Svensken Christer Bonde beskriver ”fläcken” Ängelholm så här 1658:
”Engelholm är den andra fläcken som möter (Båstad var den första) och haver tillförne haft en tämmelig hop innevånare, men den orten är nu mest avbränd av vådeld, så att icke fjärde parten behållen är. Dessförutan haver sanden således tagit överhanden, att åmunnen icke allenast är tillstoppad, så att vid litet vatten icke en Båt där ut eller in komma kan, utan han yrar ock som snö i höga berg och fördärvar en stor del av omkringliggande landet.”
1547 hade Ängelholm upphört att vara stad. Borgarna ålades att flytta till Landskrona. Trots detta fanns en mindre bebyggelse kvar. Platsen blev under de kommande århundradena ofta en krigsskådeplats. Under det nordiska sjuårskriget avbrände svensken Klas Kristersson Horn 1565 bebyggelsen. 1644 låg svensken Gustaf Horn med sin armé vid Ängelholm. Han uppkastade då två skansar, Öster- och Västerskans. 1657 drabbade svenske Per Brahe och danske Axel Urups trupper samman i slaget vid Ängelholm. Bebyggelsen bestod då enbart av 18 hus. Den 27 april 1678, under det Skånska kriget blev Ängelholm avbränt av de danska trupperna. Endast kyrkan, prästgården och några små hus skonades. Större delen av den svenska styrkan, 130 man ryttare och dragoner, blev nedgjorde; möjligen miste även kyrkoherden Jacob Noviomagus livet vid tillfället. Alla kyrkans handlingar ska också ha gått förlorade.
Svåra bränder har ofta drabbat platsen. 1705 härjades Ängelholm av brand och hälften av bebyggelsen försvann. 1743 brann 6 hus, 1744 12 hus och året därpå brann större delen av staden ned. Natten mellan 9 och 10 maj 1802 lades 35 hus i aska. Från norr gick branden i den rådande kraftiga stormen från hus till hus utmed Storgatan.
1767 återfick Ängelholm sina stadsrättigheter men förblev trots detta länge en småstad. Den flyktiga sanden var en källa till ständiga problem för staden, vilket Carl von Linné visar under sin skånska resa 1749, då han ger en levande skildring av hur skyddsplanteringsarbetet påbörjades. Under 1800-talet planterades sandhedarna mot havet med tallskog och vissa inslag av björk vilket skapat Kronoskogen som ligger väster om järnvägen. Kronoskogen och järnvägen utgör en barriär, eller ett skydd, mellan staden och havet.
Under 1800-talets industrialisering började staden att växa och den fick även en ställning som skolstad och badort. Industrialiseringen kännetecknades av relativt små industrier baserade på jordbruk och naturresurser såsom tegelbruk, mejeri, sockerbruk m.m. I mitten av 1800-talet anlades en hamn vid Rönne ås utlopp. Då tillkom de ännu bevarade pirarmarna. Hamnen fungerade under några decennier som utskeppningshamn för spannmål och tegel, vilka pråmades ut från staden till väntande fartyg. Sjöfarten utkonkurrerades dock av järnvägen. Turismen kom igång under det sena 1800-talet. Fram till 1883 fanns en skvadron av Kronprinsens husarregemente placerad i staden. I slutet av andra världskriget flyttades Skånska flygflottiljen från Bulltofta till Barkåkra norr om staden, och Ängelholm blev på nytt en garnisonsstad, nu för flygvapnet.

### Flottiljstaden
Efter ett riksdagsbeslut 28 februari 1940 sattes F 10 Ängelholm upp i Bulltofta utanför Malmö, för att försvara luftrummet över Skåne. I oktober 1945 flyttade flottiljen till en nybyggd förläggning i Ängelholm och bytte därmed namn till F 10 Ängelholm. F 10 lades ner 2002. Området heter idag Valhall Park. Ägare är byggföretaget Peab, och bland verksamheterna finns bilföretaget Koenigsegg. 

### Administrativa tillhörigheter
Ängelholms stad ombildades vid kommunreformen 1862 till en stadskommun. 1952 införlivades i stadskommunen Höja socken/landskommun och Rebbelberga socken/landskommun. 1971 uppgick Ängelholms stad i Ängelholms kommun där Ängelholm sedan dess är centralort.
I kyrkligt hänseende har orten alltid hört till Ängelholms församling, med den norra delen tillhörande Barkåkra församling. Före 2010 låg även delar av orten i  Rebbelberga församling.
Orten ingick till 1948 i domkretsen för Ängelholms rådhusrätt och därefter till 1971 i Södra Åsbo och Bjäre domsagas tingslag. Från 1971 till 2001 ingick orten i Ängelholms domsaga och Ängelholm ingår sedan 2001 i Helsingborgs domsaga.

### Befolkningsutveckling
| Befolkningsutvecklingen i Ängelholm 1960–2020 | Befolkningsutvecklingen i Ängelholm 1960–2020 | Befolkningsutvecklingen i Ängelholm 1960–2020 | Befolkningsutvecklingen i Ängelholm 1960–2020 | Befolkningsutvecklingen i Ängelholm 1960–2020 |
| --- | --------------------------------------------- | --------------------------------------------- | --------------------------------------------- | --------------------------------------------- |
| |                                               |                                               |                                               |                                               |
| År |                                               |                                               | Folkmängd                                     | Areal (ha)                                    |
| 1960 | 1960                                          |                                               | 11 601                                        |                                               |
| 1965 | 1965                                          |                                               | 14 630                                        |                                               |
| 1970 | 1970                                          |                                               | 14 853                                        |                                               |
| 1975 | 1975                                          |                                               | 16 016                                        |                                               |
| 1980 | 1980                                          |                                               | 17 029                                        |                                               |
| 1990 | 1990                                          |                                               | 19 189                                        | 1 087                                         |
| 1995 | 1995                                          |                                               | 20 964                                        | 1 192                                         |
| 2000 | 2000                                          |                                               | 21 729                                        | 1 251                                         |
| 2005 | 2005                                          |                                               | 22 532                                        | 1 265                                         |
| 2010 | 2010                                          |                                               | 23 240                                        | 1 283                                         |
| 2015 | 2015                                          |                                               | 27 500                                        | 2 024                                         |
| 2018 | 2018                                          |                                               | 28 232                                        | 1 971                                         |
| 2020 | 2020                                          |                                               | 29 490                                        | 2 194                                         |
| Anm.: Sammanvuxen med tätorterna Skälderviken 1965, Skepparkroken och Vejbystrand samt småorten Storahults strand 2015. Tätorten Havsbaden utbruten 2015 och åter 2020 |                                               |                                               |                                               |                                               |

## Stadsdelar
- Adolfsfält, villaområde i nordväst
- Björkhagen, sammanvuxet med Ängelholm 2015.
- Bäckadal, bebyggelsen består av radhus och några få villor.
- Centrum
- Danielslund, från början en intaga i den gamla flygsandsplanteringen, majoriteten av bebyggelsen består av villor från 1930–1940-talet, även hembyggdsparken finns i denna stadsdel
- Epadalen, egnahemsbebyggelse från 1930–1950-talen
- Fridhem, nybyggt bostadsområde bestående av höghus samt radhus, även vårdboende och förskola är under uppbyggnad
- Flora, villaområde
- Gamla Kungsgården, i Rebbelberga
- Haradal, från början utkantsbebyggelse på Kungsgårdens marker
- Haragården, sammanvuxet med Ängelholm 2015.
- Havsbaden
- Karlshalla
- Karlslund
- Kroneslätt är ett nybyggt bostadsområde, där den gamla gården och sedermera ridhuset Kroneslätt låg. Området har de senaste åren bebyggts med villor.
- Kronotorp
- Kulltorp är en stadsdel i södra Ängelholm, bebyggelsen består av radhus och i väster villor. Just norr om Kulltorp, Kulltorpsvägen anses vara gränsen, ligger den betydligt större stadsdelen Södra Utmarken. Söder om Kulltorp ligger en odling av gräsmattor för försäljning. Mellan odlingen och Kulltorp ligger Espehögen, en liten skogsdunge med en öppen vattensamling. I denna finns en sten med en urgröpning som uppenbarligen gjorts av människor. Den har kallats för "skålgrop", men det är mer troligt att gropen uppstått då stenen använts för makadamknackning. Hit går stadsbusslinje 1, samt regionbusslinje 225 (Ängelholm - Höganäs).
- Luntertun var som historisk stad i anslutning till Rönne ås utlopp i Skälderviken en föregångare till Ängelholm. Idag består stadsdelen till större delen av villakvarter.
- Magnarp, sammanvuxet med Ängelholm 2015.
- Magnarps strand, sammanvuxet med Ängelholm 2015.
- Nya Kungsgården, avstyckning från Kungsgården, nu bostads- och verksamhetsområde
- Nyhem är ett villaområde från 1970-talet som ligger på den gamla gården Nyhems marker, öster om Ängavången.
- Nybroområdet förvärvades av Ängelholms stad på 1920-talet, genom en bytesaffär med Domänverket. Området byggdes ut med egnahem efter andra världskriget. Där finns även scoutgården och Idrottshallen.
- Papegojan/Nya Ängavången är ett nyare område med flerfamiljshus från slutet av 1970talet och början av 1980-talet. Efter kvartersnamnet Papegojan kallas ofta denna del med flerfamiljshus ofta Pappis i vardagligt tal.
- Pomona är ett villaområde norr om staden, som byggdes ut på 1970-talet. Namnet kommer av den fruktodling som tidigare låg på platsen.
- Rebbelberga inkorporerades med Ängelholms stad 1952, och har växt ihop med staden.
- Roslunda
- Sandvången, beläget runt om Nya Torg (som även kallats Gröna Torg eller ännu längre tillbaka stundom Kotorget efter den kreatursauktion som hölls här). Mestadels hyresfastigheter, några få villor. Många av hyreshusen byggdes på 1930–1940-talet, bland annat de så kallade "Stockholmshusen" i funkisstil, mitt emot torget på Vaktgatan.
- Skepparkroken, sammanvuxet med Ängelholm 2015.
- Skälderviken var mellan 1935 och 1959 municipalsamhälle i dåvarande Barkåkra landskommun i Skåne, men tillhör numera Ängelholms kommun och ingår i tätorten Ängelholm. Det är ett gammalt fiskesamhälle, beläget vid Rönne ås mynning, som nuförtiden är känt för de fina stränderna. Vid ån innanför stranddynerna finns en hamn för fritidsbåtar. Mellan samhället och stranden går järnvägslinjen Västkustbanan. Denna har under åren 2005–2010 byggts ut till dubbelspår vid Skälderviken (sträckan mellan Ängelholm och Förslöv). I nordöstra delen av samhället finns Errarps skola som omfattar årskurserna F-6 och har omkring 280 elever. Här stannar stadsbusslinje 2.
- Skörpabäcken ligger vid Nyhemsskolan och består främst av radhus.
- Skörpinge
- Sockerbruket, som fått sin namn av sockerbruket som låg på området, rivet på början av 1970-talet då man byggde 4st 8-våningars hus, har sedan byggts ut i etapper med mestadels 4–5-våningshus samt en vårdcentral, en skola byggdes i början av 1980-talet, gränsar till stationsområdet.
- Stora Hult, längst norrut i staden. Sammanvuxet med Ängelholm 2015.
- Storahults strand, sammanvuxet med Ängelholm 2015.
- Södra Utmarken är ett villaområde som under 1970-talet byggdes ut söder om Epadalen. Där ligger Södra Utmarkens skola, ombyggd från grunden 2005.
- Varehög, sammanvuxet med Ängelholm 2015.
- Vejbystrand, sammanvuxet med Ängelholm 2015.
- Villan, öster om staden, har sitt namn efter den gamla gård som låg där Villans servicehus numera finns (gården Villan blev 1971 riksbekant genom Stellan Olssons familjeserie Julia och nattpappan). Området, som består av flerbostadshus, växte fram från 1948, dels för att ersätta undermåliga äldre bostäder, och dels för att klara den stora befolkningstillväxt som följde i spåren av F10:s flytt till Barkåkra, och den växande industrin.
- Ängavången är en stadsdel nära centrum öster om Rönne å. Stadsdelen inrymmer ett villakvarter där de äldsta husen, närmast Ängavångsbron, är patriciervillor i jugendstil, byggda som representativa hus för direktörer på Remfabriken som låg strax intill. Längs sidogatorna ligger villor av varierande ålder.

## Kommunikationer

### Vägar
I utkanten av Ängelholm passerar motorvägen E6/E20. Orten är även start/slutpunkt för Riksväg 13 mot Klippan, Höör och Ystad.
Historiskt gick gamla Rikstvåan (Trelleborg-Svinesund) rakt genom Ängelholms centrum, förbi sjukhuset, över Carl XV:s bro och norrut längs bland annat Östergatan. Redan 1959 byggdes dock en första sträcka motorväg utanför staden, från Rebbelberga till Strövelstorp och i slutet av 1970-talet drogs motorvägen vidare över Hallandsåsen.

#### Broar

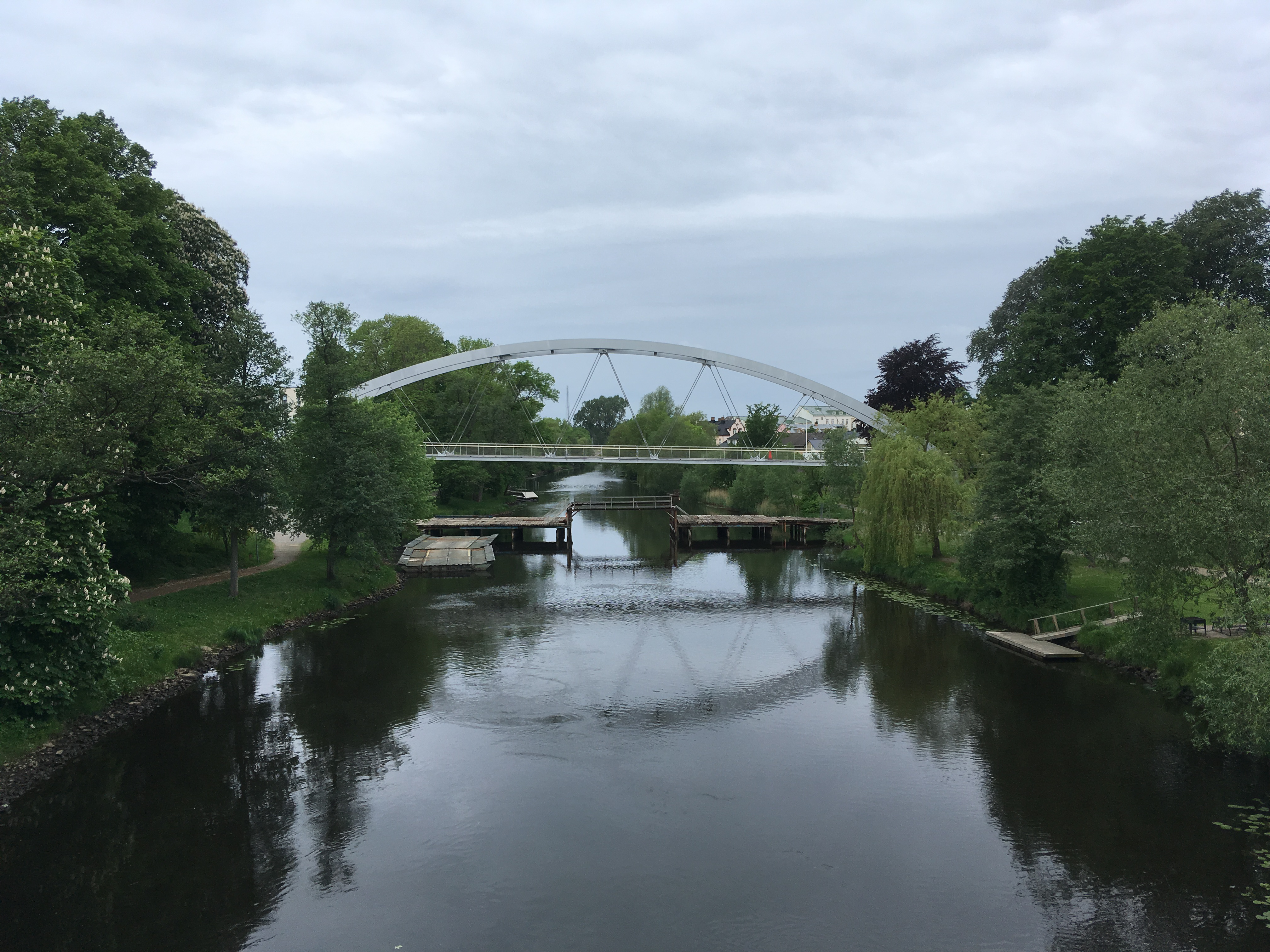
Tullportsbron i juni 2017.

2017 fanns det 28 broar i Ängelholm, vilket inkluderade broar över Rönne å samt viadukter för bil-, cykel- och gångtrafik. Några av de broar som finns i Ängelholm är:
- Bäckabron - en gång- och cykelbro i närheten av Nyhemsskolan.
- Carl XV:s bro - stod klar 1864 och är den äldsta bron i Ängelholm. Den är uppkallad efter Karl XV och ersatte Engelholms bro, som hade tjänat ut 1862.
- Flygarebron - en gång- och cykelbro som ligger parallellt med tågbron Skälderviksbron, i närheten av Nybroskogen. Bron är byggd på fundament av en tidigare bro med samma namn, vilken då var järnvägsbro kombinerat med bro för gående och cyklister. Järnvägen går nu istället över den intilliggande Skälderviksbron (se nedan).
- Gamla Stationsbron - går över Kristian II:s väg, mellan stadsdelarna Villan och Skörpinge.
- Hamnbron - en gång- och cykelbro som har funnits i Skälderviken sedan 1934. Denna togs av isen 1942 och renoverades 1961. Denna togs dock också av isen 1966. Den nuvarande bron uppfördes 1970.[17]
- Haradalsbron - en gång- och cykelbro av typen snedkabelbro[17] som öppnades för allmänheten den 31 januari 2024 och som invigdes den 10 februari samma år. Haradalsbron är tre meter bred, 87 meter lång och 18 meter hög.
- Höja bro - 1990 uppfördes den nuvarande betongbron. På 1890-talet köptes ett av de överblivna brospannen från den första Skälderviksbron och det blev den första Höja bro.[18]
- Järnvägsbron - byggdes 1926–1927 och ersatte den gamla järnvägsbron från 1884–1885. Bron är av typen valvbro i betong och renoverades 2015.[17]
- Kristian II:s bro - byggdes 1966 och är uppkallad efter Kristian II. Denna hade tidigare arbetsnamnet Bryggarebron, då den låg i Bryggaregatans förlängning.[17]
- Kungsgårdsbron - en gång- och cykelbro över Klippanvägen.
- Ludvigaskogsbron - byggdes 1990, i samband med att Kungsgårdsleden byggdes. Bron har fått sitt namn efter det närliggande villaområdet.[17]
- Mejeribron - en gång- och cykelbro mellan Östergatan och Thulingatan som invigdes 1997.
- Motorvägsbron - en bro över Rönne å som är en del av E6:an och som ligger söder om Åkerslundsbron.[17]
- Munkabron - en gång- och cykelbro över E6:an, mellan Midgårdens och Älvdalens industriområden.
- Nybron - byggdes 1905 för att underlätta trafiken till och från sockerbruket anlagt 1892. Den moderniserades 1971.[17]
- Nyhemsbron - en gång- och cykelbro mellan Nya Kungsgården och Nyhem.
- Palettenbron - en gång- och cykelbro som går över Havsbadsvägen, i närheten av Havsbaden.
- Pomonabron - en gång- och cykelbro som förbinder Pomona med Valhallskogen över Kägleån.[19]
- Pyttebron - byggdes 1904 som järnvägsbro för Ängelholm–Klippans Järnväg. Sedan 1958 är det en gång- och cykelbro.[17]
- Segelbron - en gång- och cykelbro som ligger parallellt med tågspåren i Skälderviken, mellan Via Marina och Segelvägen.
- Skälderviksbron - tågbro byggd 2009–2010.[17] Den ersatte då den intilliggande Flygarebron (se ovan), vilken ursprungligen byggdes 1885, och byggdes om 1897 och 1947.[20][21]
- Sockerbruksbron - byggdes 1982–1983 för att underlätta gång- och cykeltrafiken mellan centrum och Sockerbruksområdet.
- Tegelbruksbron - byggdes 1963 och föregicks av en järnbro som före 1898 varit en av de fasta delarna i Skälderviksbron.
- Tullportsbron - invigdes i februari 2017. En 127 meter lång[17] gång- och cykelbro som förbinder sjukhusområdet med stadens gågata.
- Vassbron - en gång- och cykelbro som ligger vid Rössjöholmsåns utlopp i Rönne å.
- Åkerslundsbron - en gång- och cykelbro över E6:an, som förbinder området Nya Kungsgården med Åkerslund i höjd med fjärrvärmeverket.
- Ålundabron - fick sitt namn 2016, efter att namn såsom Käglebron, Rössjöholmsbron och Luntertunbron hade diskuterats. Ligger i Skälderviken, strax norr om Luntertuns kyrkoruin.[22]
- Ängavångsbron - byggdes från början 1882. Den nuvarande blåa bron uppfördes 2009 och är en gång- och cykelbro. Bron är 43 meter lång och 3,5 meter bred.

### Järnvägar

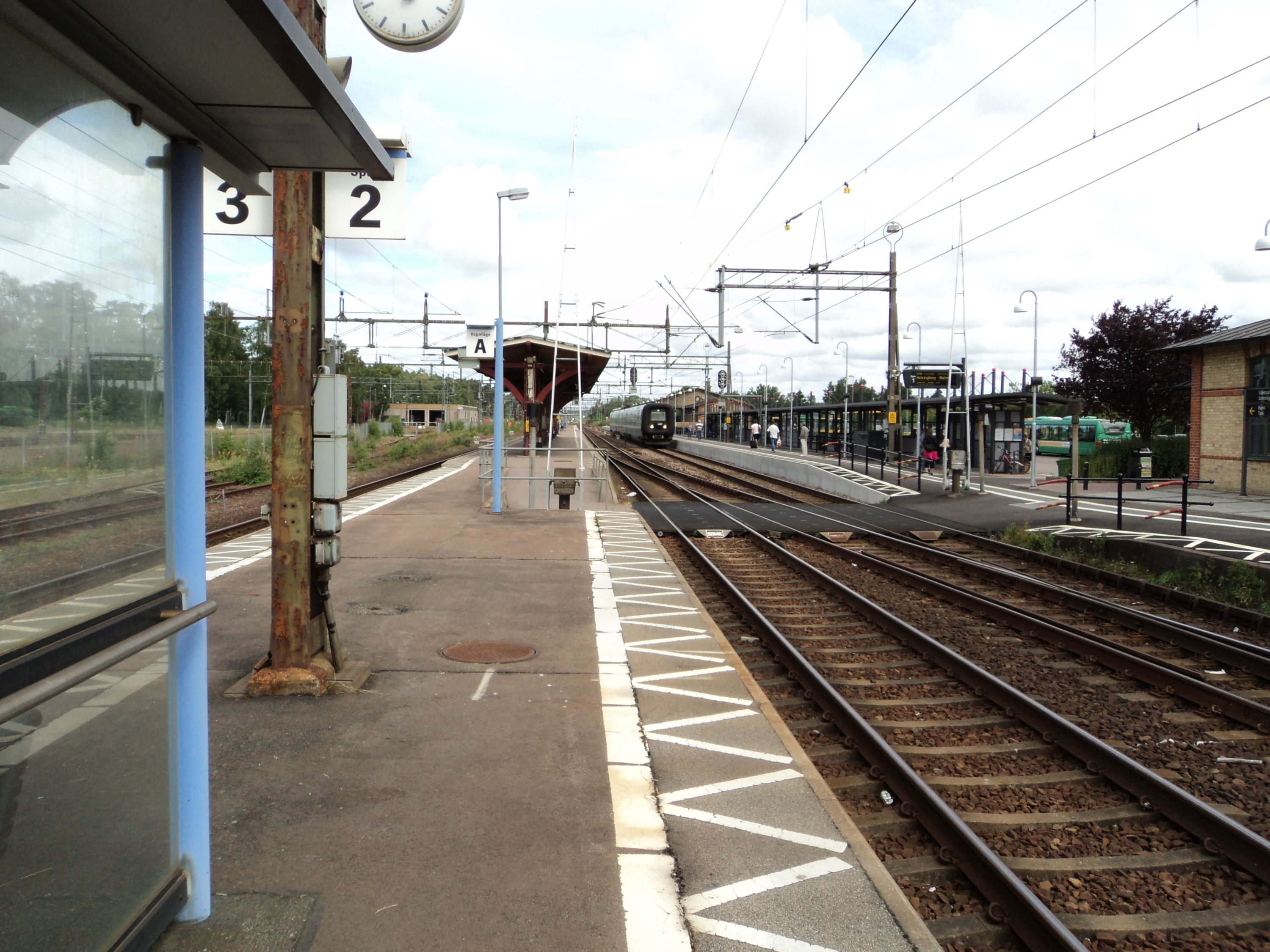
Ängelholms station i juli 2010.

Järnvägen Västkustbanan från Malmö till Göteborg går igenom tätortens västra delar, nära havet och längs med Skäldervikens strand. Trafikverket har under åren 2005-2012 byggt ut Västkustbanan till dubbelspår på sträckan Ängelholm-Förslöv.
Ängelholms station är relativt tätt trafikerad. Här stannar både Öresundståg mellan Köpenhamn och Göteborg och pågatågen som trafikerar Sträckan Malmö-Halmstad. Fram till 2012 stannade även SJ tåg på stationen samt x2000 som gick mellan Malmö-Oslo.
I staden ryms även Barkåkra station, beläget i Skepparkroken.
I staden börjar/slutar även Godsstråket genom Skåne som i sin tur är en viktig godsbana mellan Ängelholm och Malmö (Trelleborg), via Åstorp, Teckomatorp, Kävlinge och Flädie.
Historiskt har det funnits fler järnvägar. Ängelholm–Klippans Järnväg (EKJ, "Pyttebanan") lades ner 1953. Idag följer Riksväg 13 den tidigare järnvägens sträckning.

### Flyg
Ängelholms flygplats ligger nordöst om staden och använder landningsbanorna från den forna flygflottiljen F 10. Härifrån går utrikesflyg till Alicante och inrikesflyg till Gotland och Stockholm (Bromma och Arlanda). Charterflyg förekommer också, bland annat till Rhodos och Mallorca. Charterverksamheten är dock periodvis ganska begränsad.

### Sjöfart
Tidigare var segling uppför Rönne å viktigt och det var en anledning till stadens grundande när det begav sig på medeltiden. Det sker dock ingen kommersiell sjöfartstrafik på Rönne å idag bortsett från turbåten "Laxen" som sommartid visar upp staden för i huvudsak turister.
Ängelholm har en kommersiell hamn vid Rönne ås utlopp i Skälderviken och en seglingshamn. Den kommersiella hamnen är av ringa betydelse medan fritidstrafiken är desto mer omfattande. Då främst båtar som har sin hemmahamn i Ängelholm. Någon större tillströmning av gästande båtar med annan hemmahamn förekommer dock inte. Hamnen anlades ursprungligen i mitten av 1800-talet. Avsikten var att kringgå den då ännu gällande danska Öresundstullen. Utskeppningen omfattade framför allt spannmål och tegel. Varorna transporterades på pråmar från staden ut till hamnen och de väntande godsfartygen.

## Näringsliv

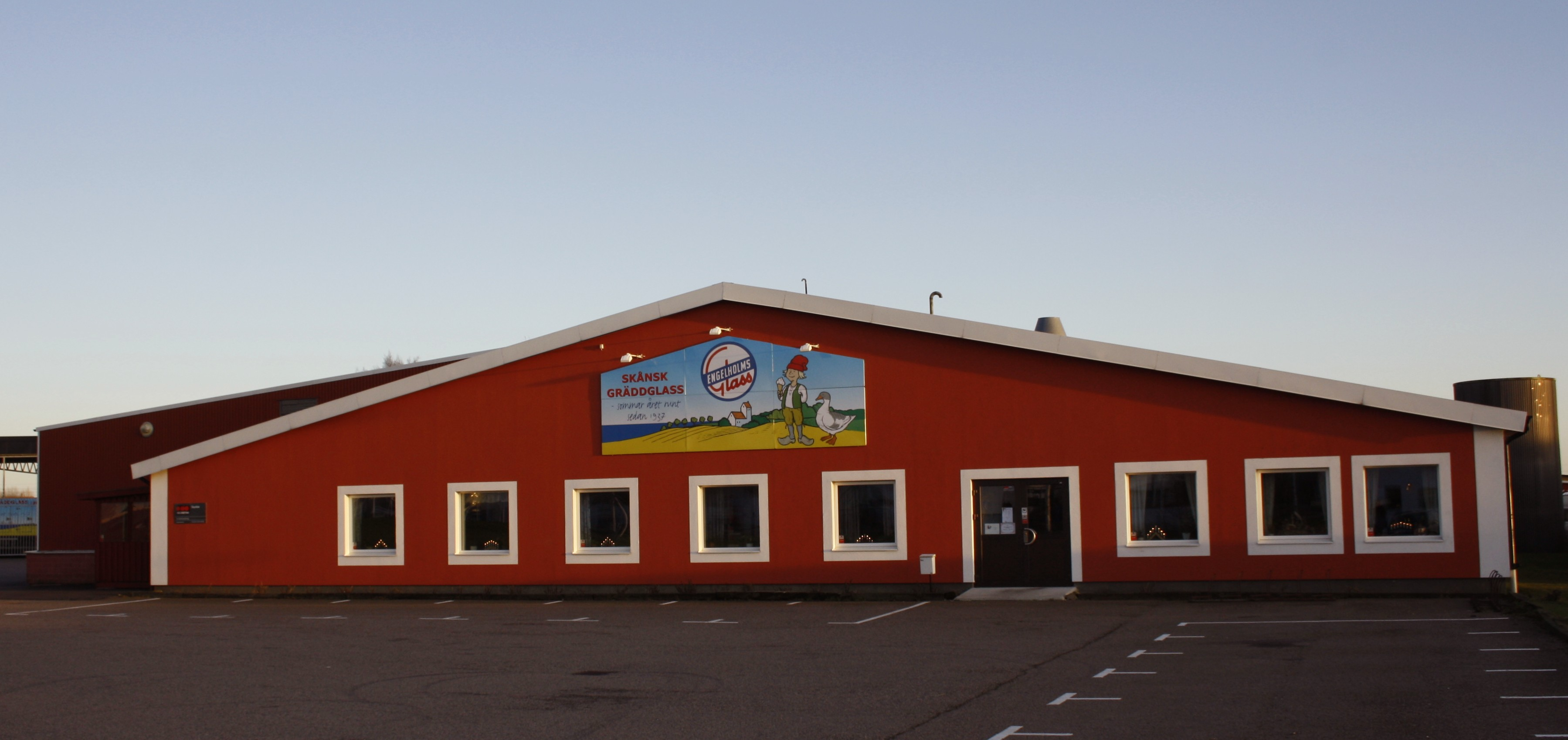
Engelholms Glass.

Som centralort för omgivande landsbygd har Ängelholm en väl utvecklad handelsverksamhet med många butiker, banker etc. En stor arbetsplats är Ängelholms sjukhus (som under några år drevs som aktiebolag ägt av Region Skåne). Inom den offentliga sektorn har vidare Lantmäteriet, Arbetsförmedlingen och Skatteverket lokala kontor i Ängelholm.
Traditionellt har mycket verksamhet inriktats på hantverk inom till exempel keramik och läder. Det mesta av detta är historia idag.
Några viktiga företag är Engelholms Glass, Prisjakt, HemoCue, Marco, och Rittal. Koenigsegg bygger sportbilar i Valhall Park (den nedlagda flygflottiljen F 10 utanför Ängelholm).
Ett danskt vicekonsulat fanns i Ängelholm 1874–1907.

### Industrihistoria
- Grönvalls läderfabrik, grundad 1854, nerlagd 1991 (som Wigral)
- Ängelholms sockerbruk, grundat 1892, på 1930-talet omvandlat till saftstation och nerlagt på 1950-talet
- Villans tegelbruk, nerlagt på 1950-talet
- Slakteriindustri fanns i Ängelholm från början av 1900-talet. Ängelholms Exportslakteri drevs av disponent A. P. Bergdahl. År 1915 startade ett andelsslakteri för lantbrukarna. År 1934 startade den skånska slakteriandelsföreningen, som från 1942 heter Scan. Scan byggde 1949–1952 ett av Europas modernaste slakterier. Detta lades ner 1988.
- Sydsvenska läder- & remfabriken, Sydläder, grundades 1914 på Ängavången. Företaget, som idag heter Protite, tillverkade bland annat fotbollarna till världsmästerskapen i Sverige 1958. Numera tillverkas packningar, remmar, maskinskydd m.m
- Tudor Batterifabrik. grundad 1951, nerlagd 1981. En kort och relativt sen industriepok på tre decennier. I lokalerna vid Industrigatan tillverkades torrbatterier. Efter en tillbyggnad 1960 rymde lokalerna 15 000 kvadratmeter där 170 miljoner element tillverkades årligen. Företaget hade som mest 450 anställda. Köptes av ett danskt företag 1971 och personalen minskade successivt till 200. Ändrade namn till Torrbatterifabriken Ängelholm AB. Lades ner 1981 och verksamheten flyttades till Danmark trots god lönsamhet i Ängelholmsfabriken. I dag laddar medlemmarna i Friskis & Svettis sina batterier i de gamla fabrikslokalerna. En del småföretag finns också på området.

### Bankväsende
Ängelholms sparbank grundades 1865. Genom sammanslagning 1968 blev den Nya sparbanken Ängelholm, som i sin tur uppgick i Nordvästra Skånes Sparbank 1972 och Sparbanken Gripen 1990, alla med huvudkontor i Ängelholm. Verksamheten uppgick 2010 i Sparbanken Öresund och sedan 2014 ingår den tidigare sparbanksverksamheten i Ängelholm i Swedbank.
Kristianstads enskilda bank öppnade ett avdelningskontor i Ängelholm den 4 juli 1865. Det upphörde vid utgången av 1872. Även Skånes enskilda bank hade kontor i Ängelholm. Engelholms landtmannabank grundades 1905. Den övertogs 1913 av Skånska handelsbanken. Skånes enskilda bank hade då övertagits av Skandinaviska kreditaktiebolaget som även skulle ta över Skånska handelsbanken. År 1913 etablerade även Malmö folkbank ett kontor i Ängelholm. Denna bank uppgick via Industribanken i Nordiska handelsbanken. År 1925 överläts Nordiska handelsbankens kontor till Sydsvenska banken. Svenska Handelsbanken etablerade sig i Ängelholm den 1 april 1964. PKbanken etablerade sig i Ängelholm i maj 1983.

## Kultur- och nöjesliv
- Ängelholms bibliotek består av stadsbiblioteket, åtta närbibliotek i kommunens tätorter samt en bokbuss.
- Kultursällskapet ordnar föreläsningar och konserter
- Ängelholms riksteaterförening erbjuder teaterföreställningar, främst på Jarl Kulle-scenen.
- Den kommunala musikskolan har 700 barn och ungdomar som spelar och sjunger.
- Engelholm Marching Band
- Engelholms Musikforum
- I Vejbystrand finns även en blås-ensemble med historia - "Vejby Blås"

### Museer
- Hembygdsparken i Ängelholm, med flera museer, djurpark m m
- Järnvägens museum Ängelholm
- Ängelholms flygmuseum, i Valhall Park

## Utbildning

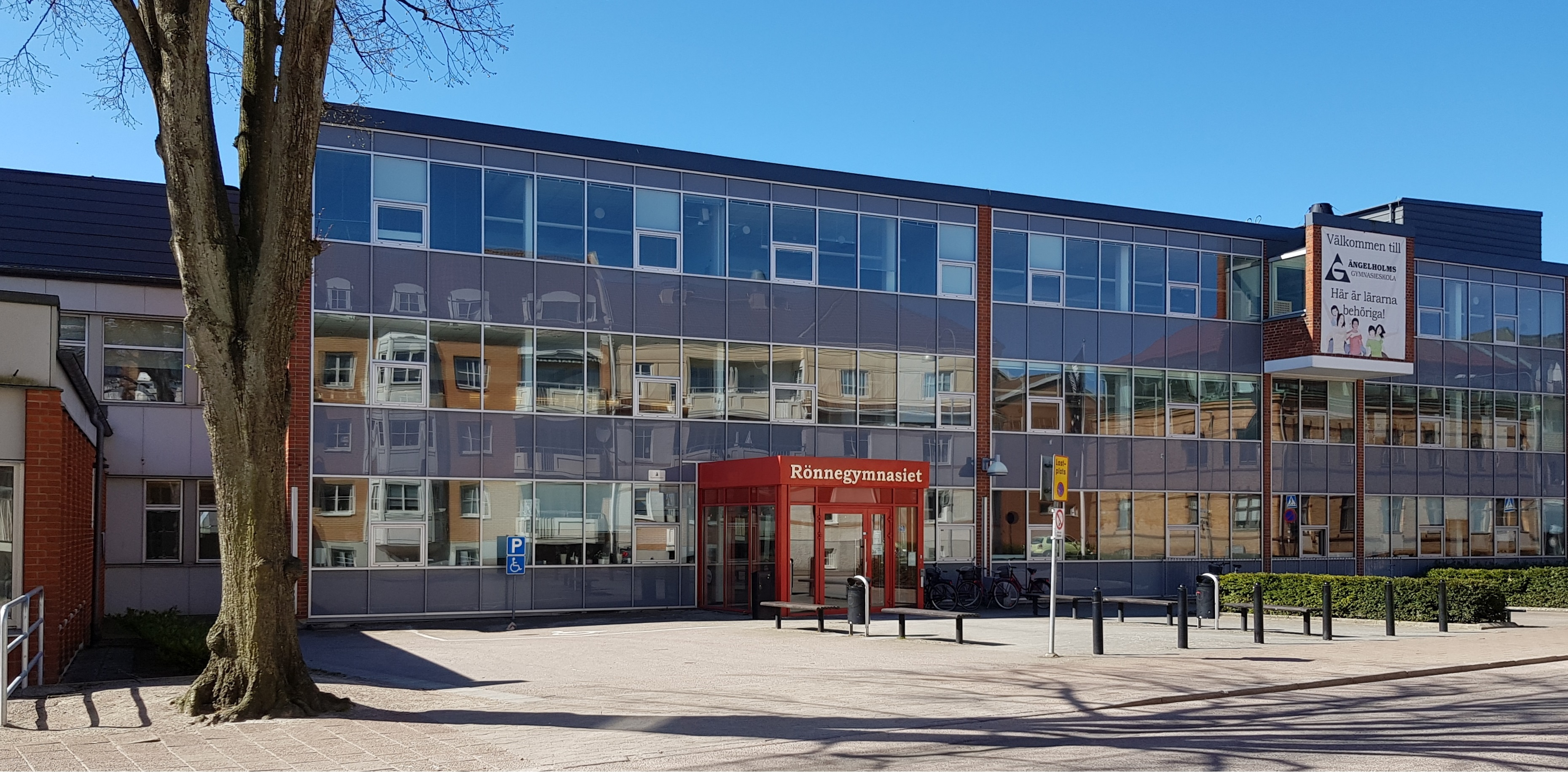
Rönnegymnasiet.

Ängelholms Gymnasieskola, även kallad Rönnegymnasiet finns i Ängelholm som erbjuder 20 inriktningar inom 7 program och har ca 1 200 elever. 
Vidare ligger även Trafikverksskolan, driven av Trafikverket i Ängelholm.
Även Peab driver en fristående gymnasieskola i Ängelholm med inriktning bygg och anläggning.

### Grundskolor
De kommunägda grundskolorna i Ängelholm är:
| - Errarps skola - Kungsgårdsskolan - Magnarp skola - Nyhemsskolan - Rebbelberga skola - Strövelstorps skola | - Södra Utmarkens skola - Söndrebalgs skola - Toftaskolan - Villanskolan - Ängelholms Montessoriskola - Össjö skola |

## Sport och idrott
I Ängelholm spelar ishockeyklubben  Rögle BK som har en seger i Champions Hockey League och två finalplatser i Svenska Hockeyligan som främsta meriter. Volleybollklubben Engelholms VS har blivit svensk mästare flera gånger. Fotbollslaget Ängelholms FF har under många säsonger spelat i superettan.
HÄVP- Föreningen Vattenpoolarna Höganäs-Ängelholm spelar i Elitserien för vattenpolo.
Andra klubbar och föreningar som verkar i Ängelholm är:

- BK Full House - bowling
- Föreningen Dansfabriken Ängelholm - dans
- FK Snapphanarna - löpning, orientering, skidåkning, simning
- FBC Engelholm - innebandy
- Skälderviken BMK - badminton
- Skäldervikens IF - fotboll
- Vejby IF - fotboll
- ÄLI - basket
- Ängelholms GK, ÄGK - golf
- ÄIF - friidrott
- ÄRF - ridsport
- ÄPK - pistolskytte
- ÄSS - simning
- ÄSSS - segling
- ÄSFF - sportfiske
- ÄSMK - gym

Bland sport- och idrottsanläggningarna finns Ängelholms IP, Catena Arena och Vattnets hus.

## Turism

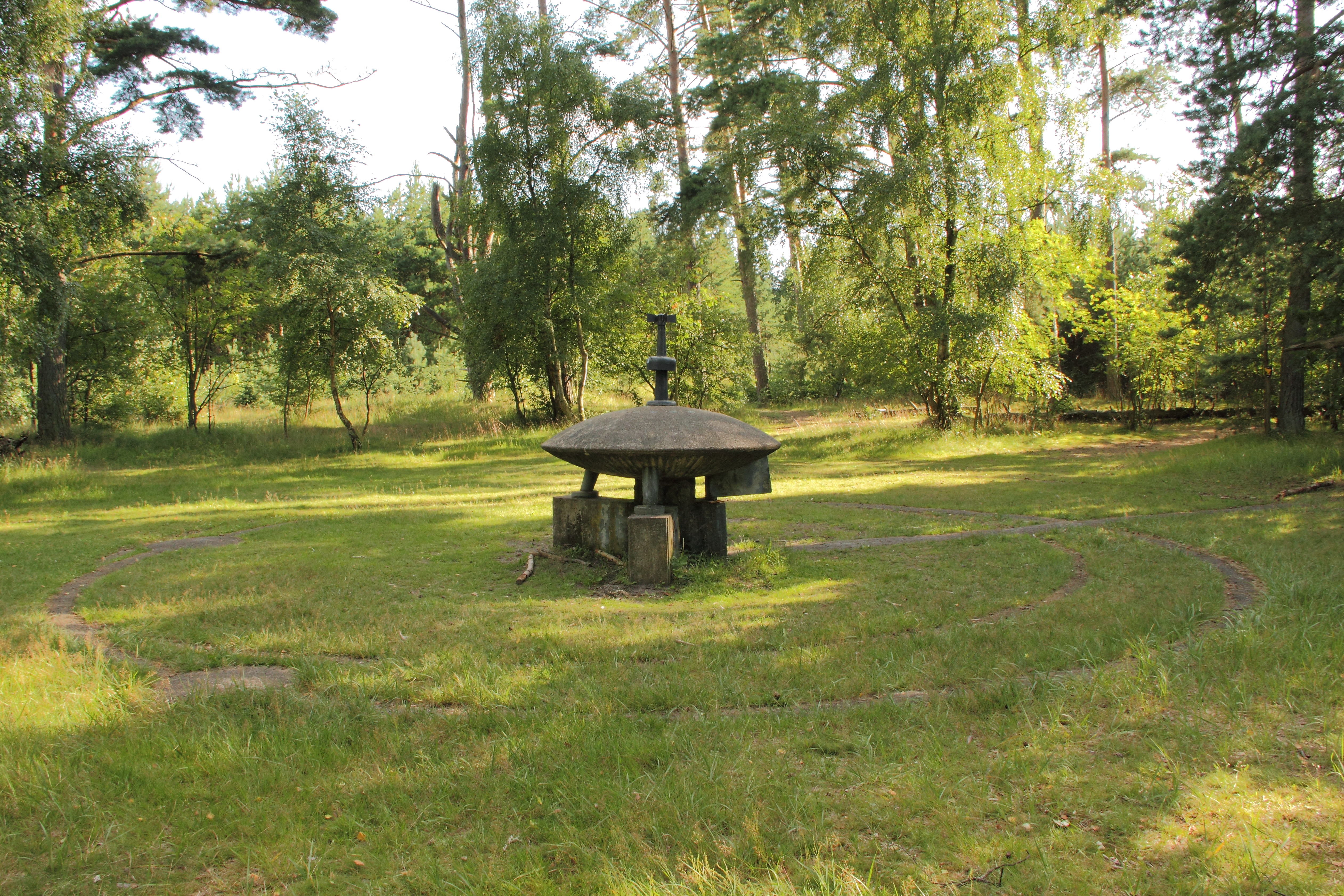
UFO-monumentet i Ängelholm.

Sommartid är Ängelholm en turiststad. Mest lockande är den 6 km långa sandstranden utanför staden. Ängelholm är också centralort för delar av Kullabygden och Bjärebygden, där mycket turister rör sig. Bomöjligheter för turister finns nära stranden vid till exempel Råbocka camping, Klitterbyn och Klitterhus. I staden finns ett antal mindre och halvstora hotell liksom också ett vandrarhem nära järnvägsstationen. Järnvägens Museum finns i Ängelholm. Det var tidigare ett statligt museum som drevs av Banverket under namnet Banmuseet, men är numera kommunalt. Ängelholms Flygmuseum, efter den nerlagda flygflottiljen F10 är en populär sevärdhet.
UFO-monumentet i Ängelholm är ett minnesmärke över en påstådd landning av en utomjordisk farkost i utkanten av Ängelholm, i området Sibirienskogen 18 maj 1946. Den som bevittnade landningen var Gösta "Pollenkungen" Carlsson, och han lät 1972 uppföra monumentet på platsen för landningen.

## Personligheter
- Christian von Koenigsegg, VD för Koenigsegg Group
- Malik Bendjelloul, dokumentärfilmare
- Johar Bendjelloul, programledare
- Jonas Bergqvist, ishockeyspelare
- Gösta Carlsson, företagare
- Jörgen Elofsson, låtskrivare
- Jill Johnson, sångerska
- Willy Josefsson, författare
- Kenny Jönsson, ishockeyspelare
- Jörgen Jönsson, ishockeyspelare
- Anders Larzon, seglingstränare (som startade seglingsgymnasiet)
- Susanne Resmark, operasångerska
- Maja Francis, artist
- Maria Rooth, ishockeyspelare
- Jarl Kulle, skådespelare
- Rikard Nilsson, tv-kock
- Jenny Silver, artist
- Frans G. Bengtsson, författare
- Elsa Andersson, flygpionjär